# كأس الاتحاد الإنجليزي 1924–25
كأس الاتحاد الإنجليزي 1924–25 (بالإنجليزية: 1924–25 FA Cup)‏ هو الموسم 50 من  كأس الاتحاد الإنجليزي. أقيم بتاريخ 6 سبتمبر 1924، والذي يشرف على تنظيمه الاتحاد الإنجليزي لكرة القدم، وكان عدد الأندية المشاركة فيه  64، وفاز فيه شيفيلد يونايتد.